# NGC 7191
NGC 7191 este o galaxie situată în constelația Indianul. A fost descoperită în 22 iunie 1835 de către John Herschel. Se află la o distanță de 36,81 de megaparseci de Pământ.